# Palácio Imperial de Goslar

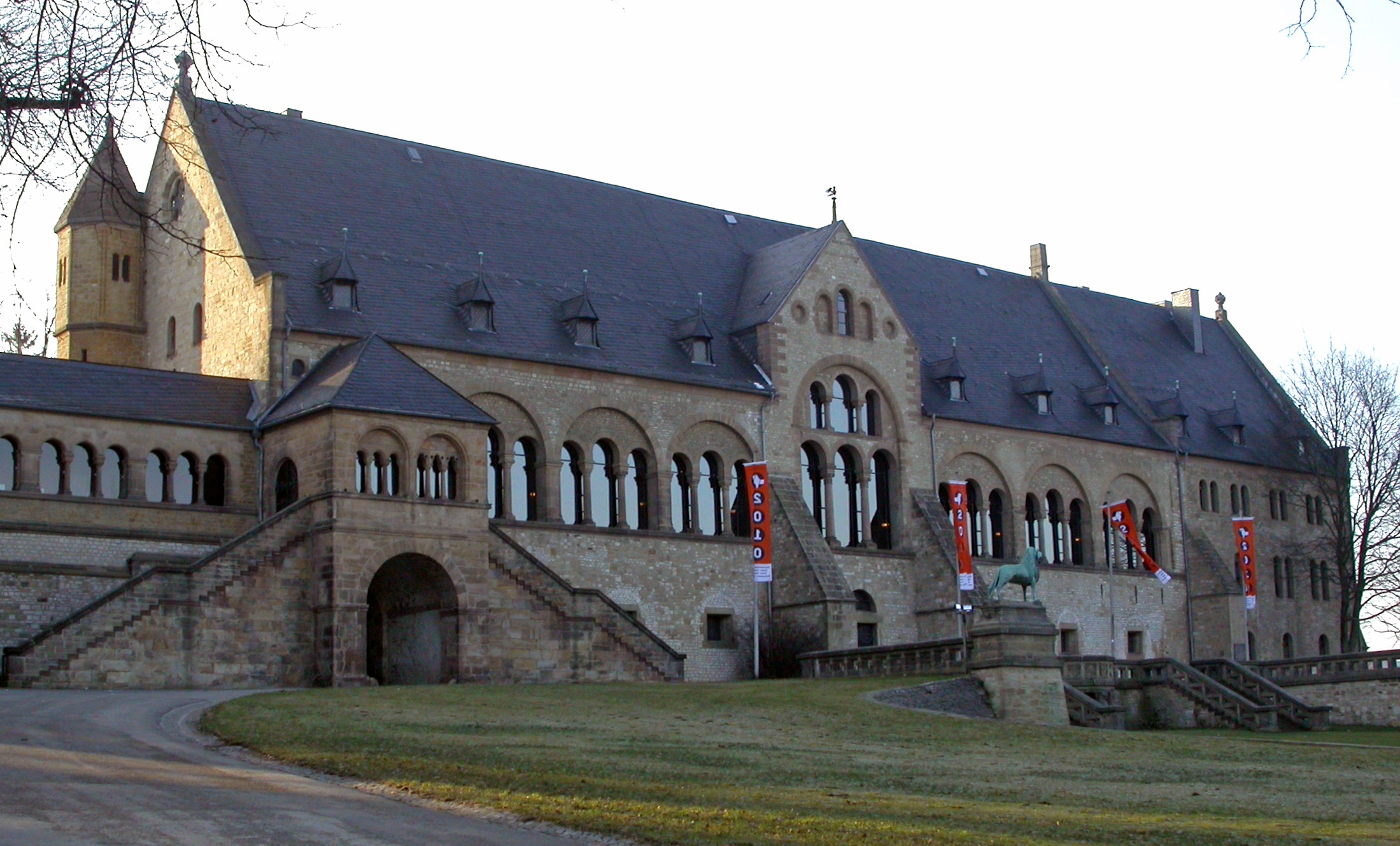
Vista geral da Casa do Imperador no Palácio Imperial de Goslar

O Palácio Imperial de Goslar é um palácio que cobre uma área de cerca de 340 por 180 metros e se ergue no sopé do Rammelsberg, um monte pertencente à região norte da cadeia montanhosa de Harz e que se situa a sul da cidade de Goslar, na Alemanha central.
A área do palácio incluía originalmente a Casa do Imperador, a velha colegiada de São Simão e São Judas, a capela palaciana de São Ulrich e a Igreja de Nossa Senhora. A Casa do Imperador é o maior, mais antigo e mais bem preservado edifício secular do século XI na Alemanha. Foi uma das residências imperiais preferidas, especialmente para os imperadores salianos. No início do século XI, os edifícios do palácio imperial já impressionaram de tal forma o cronista Lampert von Hersfeld que ele os descreveu como "a mais famosa residência do império".
Desde 1992, o conjunto está classificado como Património da Humanidade pela UNESCO, juntamente com a Cidade Histórica de Goslar e o Rammelsberg.

## Localização

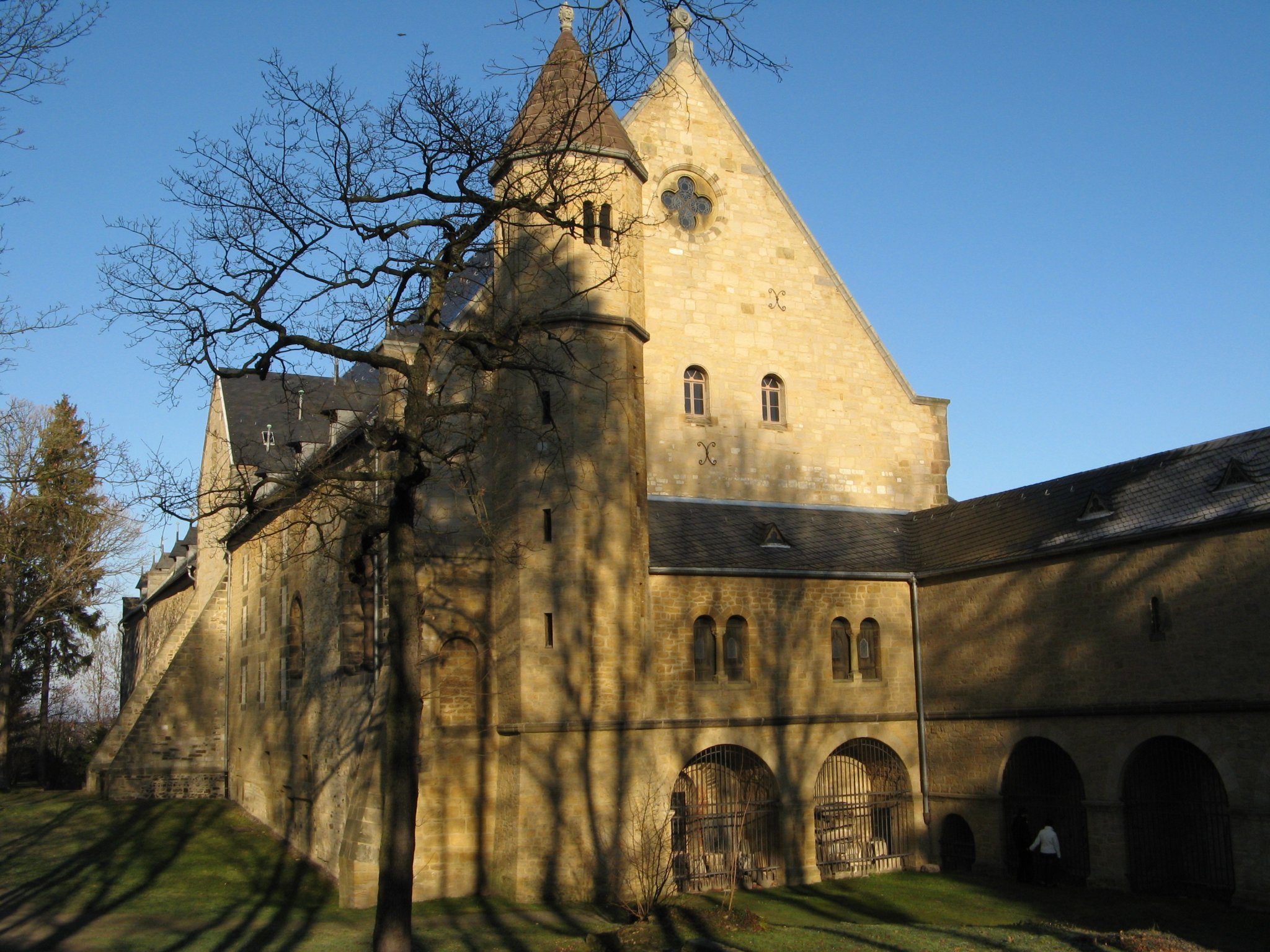
Traseiras da Casa do Imperador.

O distrito do palácio localiza-se na parte sul da cidade de Goslar. A área é dominada a oeste pela Casa do Imperador, orientada no sentido norte-sul, o edifício central de todo o complexo. Para norte, esteve em tempos ligada à Igreja de Nossa Senhora em ângulo recto, separada por um pequeno pátio, mas actualmente não resta nada da igreja. As suas fundações encontram-se sob o caminho que sobe para a Casa do Imperador.
Para sul, agora ligada à Casa do Imperador por uma arcada do século XIX, fica a Capela de São Ulrich. Para leste, em oposição à Casa do Imperador e alinhada no sentido este-oeste, erguia-se a Colegiada de São Simão e São Judas, da qual só resta o pórtico norte. No entanto, a planta da igreja está incorporada na superfície do actual parque de estacionamento.
Também pertenciam ao complexo os edifícios residenciais e de trabalho dos cónegos, as casas dos ministeriais e da comitiva imperial, os estábulos e os armazéns. Além disso, toda a área era rodeada por um muro. 
Nas proximidades existem mais dois palácios imperiais, o Kaiserpfalz Dahlum e o Königspfalz Werla.

## Edifícios individuais no distrito do palácio

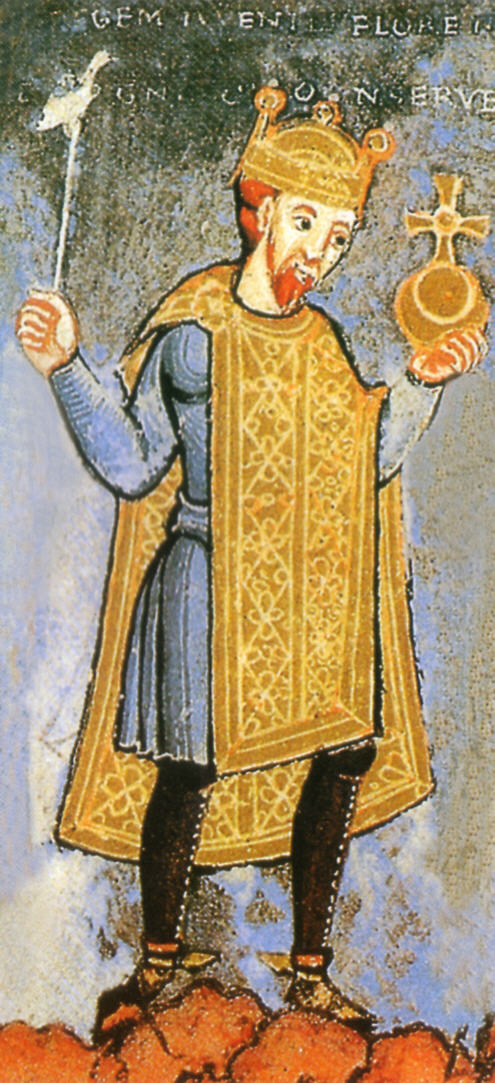
Henrique III, Sacro Imperador Romano-Germânico

As mais remotas origens do palácio imperial encontram-se, provavelmente, num pavilhão de caça, tal como foi mencionado por Adão de Bremen para o período otoniano.
Em 1005, Henrique II ergueu um primeiro solar imperial em Goslar, o qual, devido aos ricos depósitos de minério sob a vizinha Rammelsberg, logo superou o vizinho palácio de Werla (o Königspfalz Werla). Na década de 1030, Conrado II começou a expandir o lugar, estabelecendo as bases de pedra para a Igreja de Nossa Senhora. O distrito ficou concluído e atingiu o apogeu sob o seu filho, Henrique III. Em 1048, aquele imperador chamou a Goslar um dos mais famosos arquitectos da época, alguém que mais tarde se tornaria bispo de Osnabrück, Benno II. Sob a sua orientação especializada, os edifícios que estavam a ser trabalhados desde a década de 1040 ficaram concluidos na primeira metade da década de 1050: uma nova Kaiserhaus (aquela que conhecemos actualmente) e a Colegiada de São Simão e São Judas. Incerta, no entanto, é a data da capela dedicada a São Ulrich. Acredita-se que tenha sido construída tanto na época de Henrique III, como na de Henrique V ou mesmo na de Lotário III (de Süpplingenburg).

### Casa do Imperador

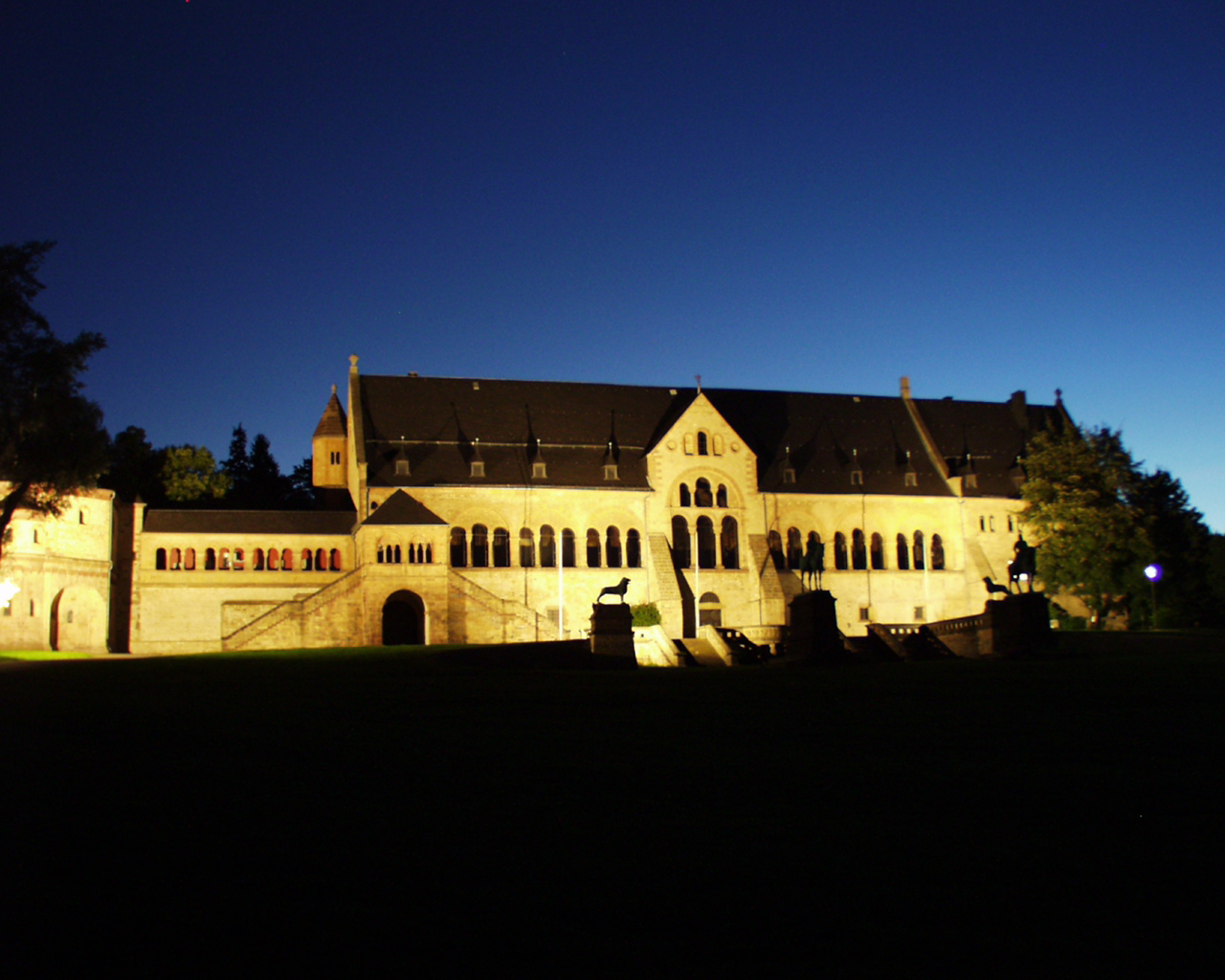
A Casa do Imperador à noite.

A Casa do Imperador tem 54 metros de comprimento por 18 de largura e é o maior edifício secular da sua época na Alemanha. O centro do edifício corresponde ao seu salão de dois pisos de altura. Este contém duas salas em cada piso com 47 metros de comprimento por 15 de largura. Ambas tinham um tecto com vigas, o qual era suportado ao meio por uma fila de colunas. A mais elevada das duas salas estava reservada ao imperador e ao seu círculo mais próximo, enquanto a sala de baixo se destinava aos cortesão de menor estatuto.
O trono imperial estava instalado no piso superior, de sete metros de altura, no meio da parede traseira, a fechada parede ocidental. A parede leste estava perfurada por uma fila de janelas e proporcionava uma vista de quase todo o distrito do palácio e da catedral que se lhe opunha. A janela central do piso superior também dava acesso a uma varanda colunado, da qual ambos os lados eram flanqueados por três janelas arcadas. Aliás, nenhuma das janelas era vidrada, uma vez que estavam no lado geralmente menos verntoso do edifício.

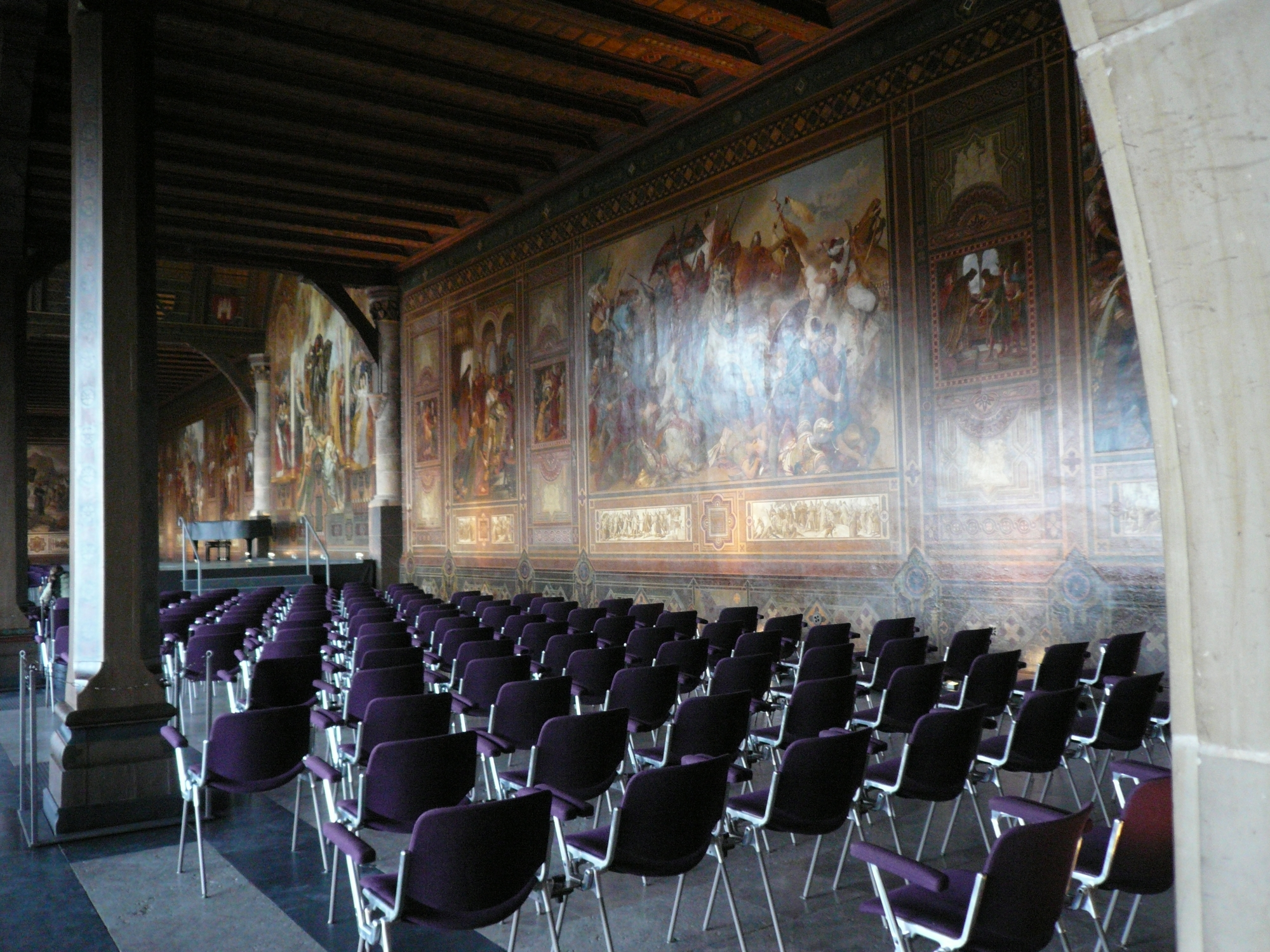
O salão imperial (Kaisersaal).

A norte, o edifício do salão estava ligado a um outro, um edifício residencial de dois pisos. Mais uma vez, o piso superior estava provavelmente reservado à família imperial. Havia ali um acesso directo da sala superior à vizinha Igreja de Nossa Senhora. Provavelmente, a igreja também tinha acesso através duma galeria.
Sob Henrique V, foram feitas novas alterações estruturais à Kaiserhaus no início do século XII. Aquele monarca acrescentou os mais antigos e quase idênticos aposentos habitacionais no extremo sul do edifício.
Em 1132, o salão colapsou, mas foi imediatamente reconstruído. Ao mesmo tempo, foi acrescentada uma secção transversal (Quertrakt) centralmente a toda a altura do edifício e foi construído um pórtico em frente à porta central do piso térreo, o qual servia como varanda do primeiro andar. Uma empena passou a sair do até então telhado muito inclinado e coberto de ardósia. Além disso, foram feitas algumas janelas fechadas e foi instalada uma espécie de aquecimento de piso. Os arcos das janelas da base foram substituídas por janelas rectangulares.
Na base da escadaria sul encontram-se os restos das fundações que provavelmente pertenceram ao primeiro solar imperial (Pfalzbau) construído por Henrique II.

### Colegiada de São Simão e São Judas

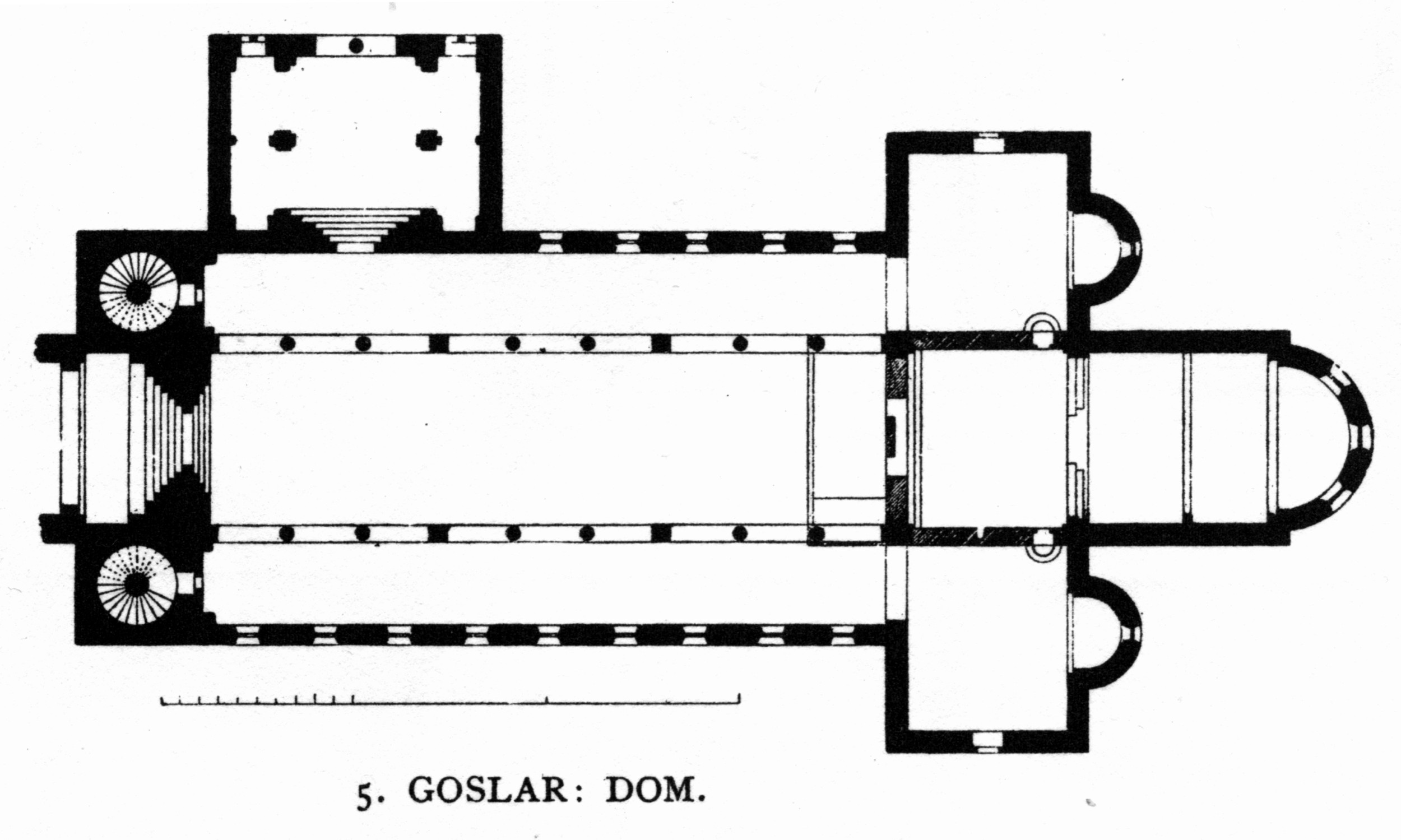
Planta da Colegiada de São Simão e São Judas

Os cónegos costumavam celebrar os seus serviços religiosos numa basílica de três naves com um transepto, três absides a leste e westwork com duas torres octogonais com uma câmara do sino entre elas e um simples nártex. Sob o coro existia uma cripta e sobre a intercepção uma outra torre.
A igreja foi consagrada no dia 2 de Julho de 1051 pelo Arcebispo Hermann II de Colónia e dedicada a Simão, o Zelote, e a São Judas Tadeu, cujos dias de santo coincidiam com o aniversário de Henrique III.
Nessa época, a basílica era a maior igreja românica a leste do Reno e tornou-se num modelo para muitos edifícios semelhantes no norte da Alemanha, como por exemplo a Catedral de Brunswick. Vários dos importantes dignitários religiosos do império saíram desta igreja.
Em 1819, a igreja, frequentemente chamada de Catedral de Goslar, foi vendida para demolição.

#### Pórtico da Catedral

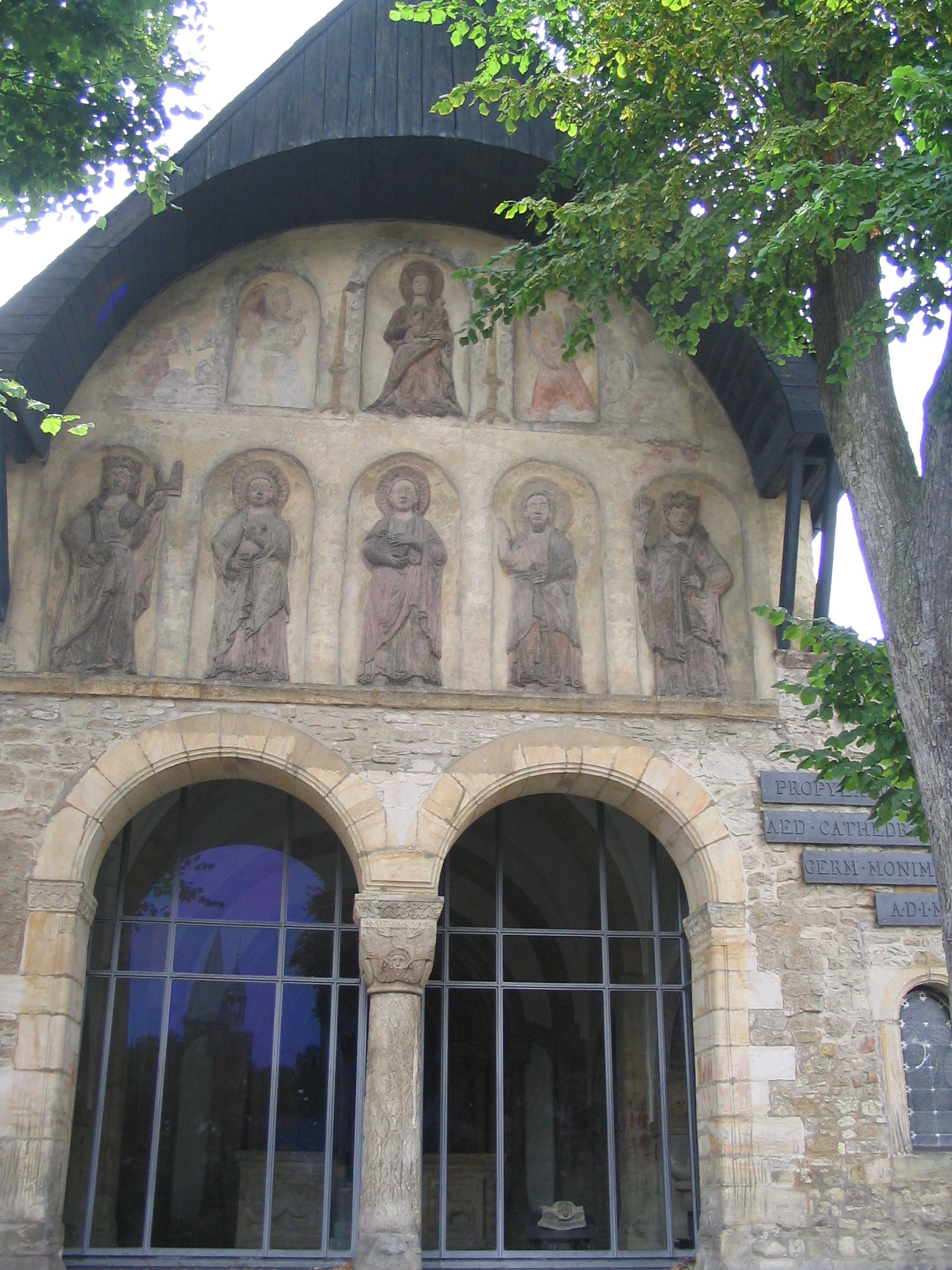
O chamado Pórtico da Catedral.

Por volta de 1150, foi acrescentado um pórtico em frente ao portal norte da igreja, o qual permanece como a única parte da igreja preservada até hoje. A antiga porta norte da catedral é agora a parede das traseiras do pórtico. A frente da entrada está decorada com duas filas de nichos com esculturas de estuque que eram, originalmente, coloridas. A linha superior representa, no meio, Nossa Senhora com o Menino rodeada em ambos os lados por lustres e anjos, tendo as figuras de anjos originais sido perdidas e substituídas por pinturas. A fila de baixo mostra, da esquerda para a direita, o Imperador Henrique III, o santo patrono da catedral, Simão, Mateus e Judas, assim como uma outra figura de imperador, não claramente identificável.

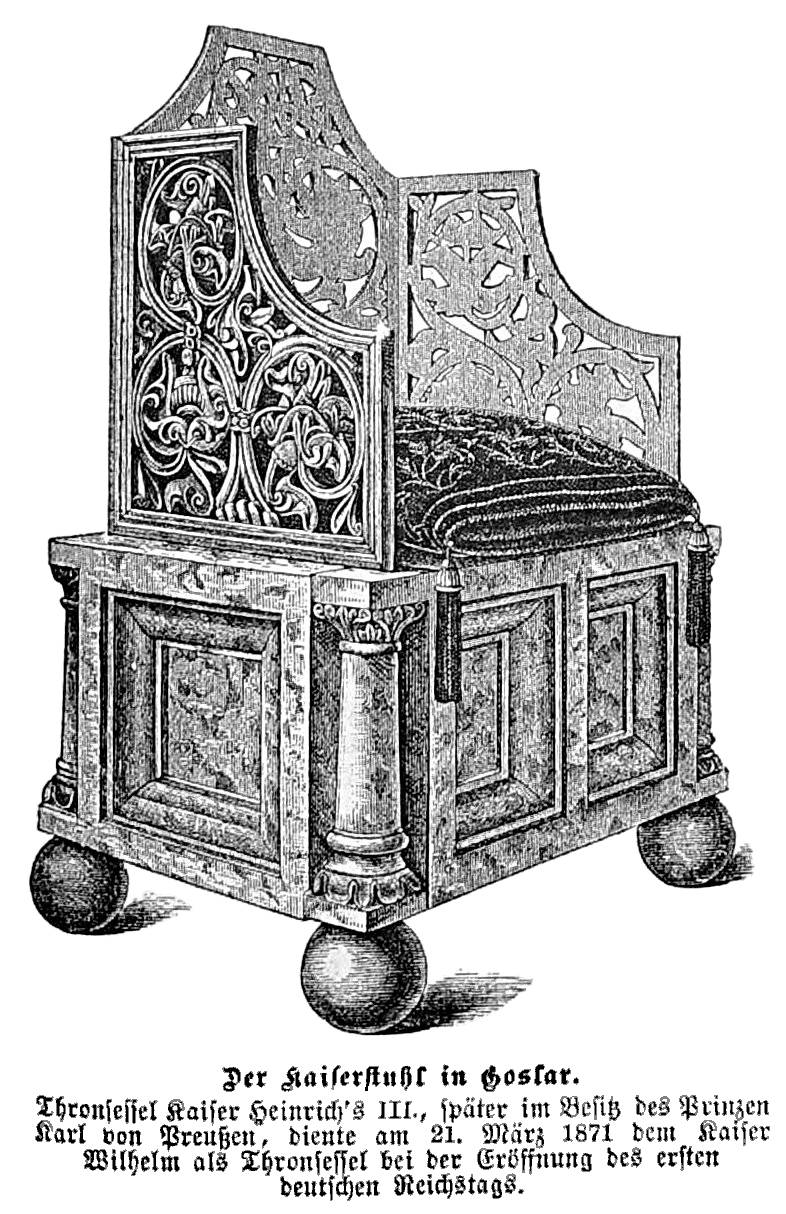
O trono imperial de Goslar.

Actualmente, neste átrio existe uma réplica do trono imperial (Kaiserstuhl), o qual estava originalmente na igreja. O original encontra-se sob as abóbadas do palácio. Os braços laterais e o encosto em bronze, os quais são ornamentados com gavinhas, datam da segunda metade do século XI, enquanto os plintos de arenito que rodeiam o actual assento são algo mais recentes. São decorados por figuras de animais e criaturas míticas românicas. O trono imperial foi provavelmente usado por Henrique IV. Para além do trono de Carlos Magno em Aachen, é o único trono sobrevivente dum imperador do Sacro Império Romano-Germânico datado da Idade Média. Foi comprado na década de 1840 pelo Príncipe Carlos da Prússia e colocado no mosteiro em estilo medieval (Klosterhof) do Schloss Glienicke, em Potsdam. Posteriormente, chegou à posse dos Hohenzollerns e foi usado como cadeira imperial pelo Imperador Guilherme I na abertura do primeiro German Reichstag, no dia 21 de Março de 1871.

### Capela palaciana de São Ulrich

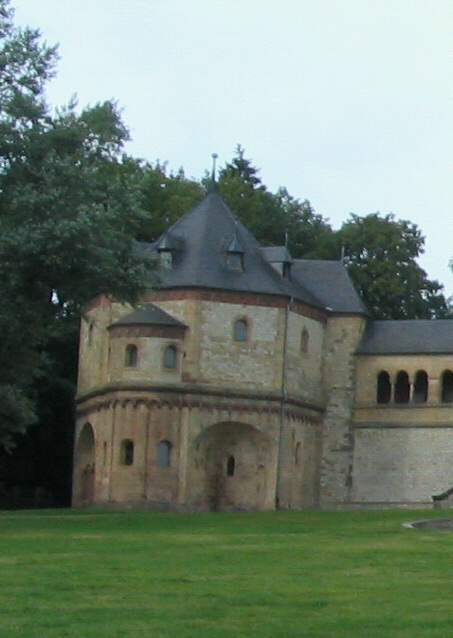
A capela palaciana de São Ulrich.

A planta da dupla capela de São Ulrich forma uma chamada cruz grega, com braços iguais e três absides orientais na capela baixa. A capela alta, no entanto, é octogonal com uma única abside oriental. Tal desenho é único na Alemanha. Uma abertura quadrada acima da cruz liga a capela baixa com a alta, que estava originalmente reservada para a família imperial. As duas capelas também estão ligadas por uma torre-escada que está quase a meio entre os braços norte e oeste da cruz. A partir desta torre, a capela de São Ulrich também estava ligada por uma passagem com os aposentos da família imperial situados a sul, mais recentes.

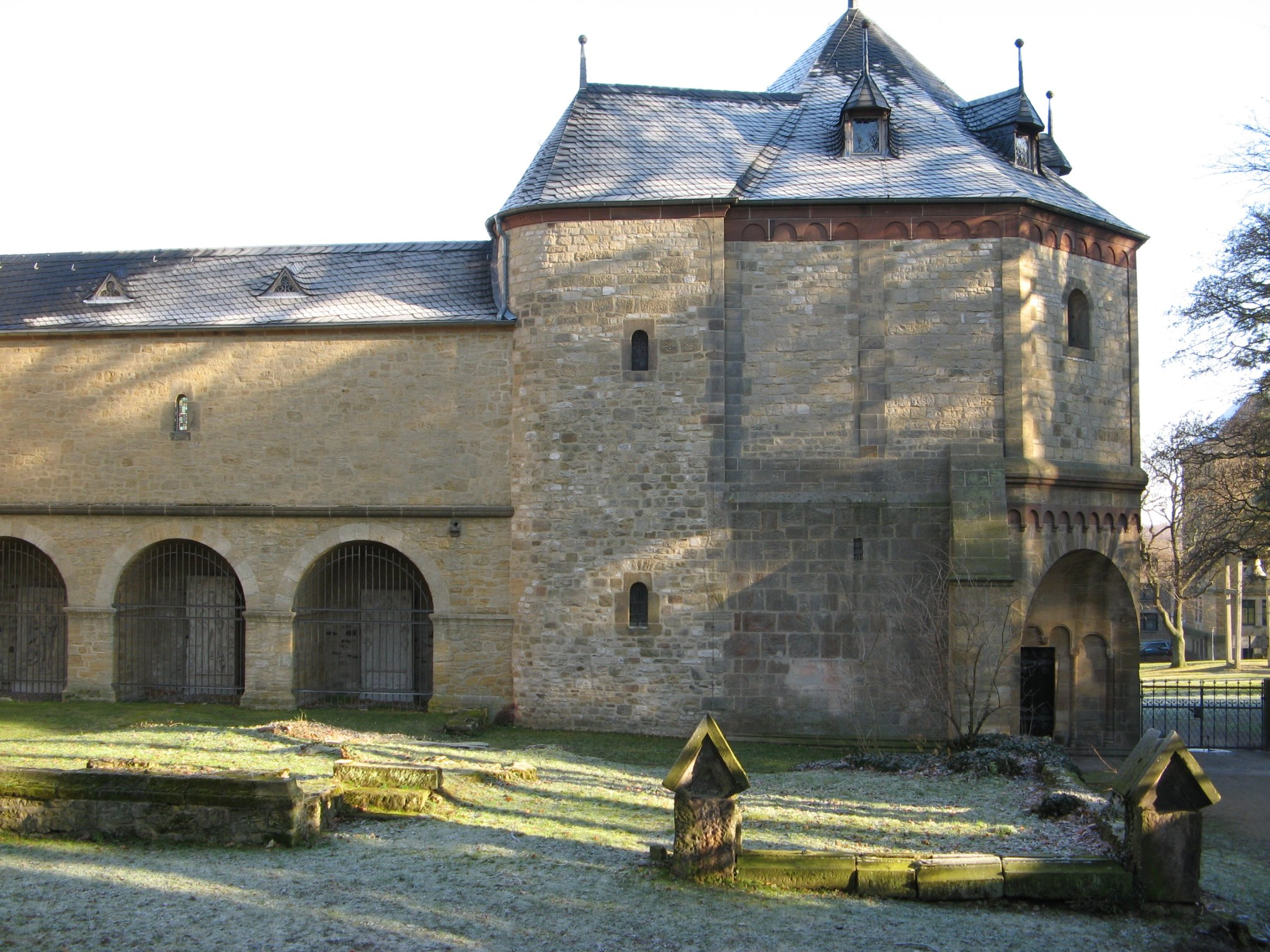
Traseiras da capela palaciana de São Ulrich

Actualmente, um sarcófago ergue-se mesmo no centro da cruz na capela baixa, cuja lage de cobertura tem uma escultura datada por volta de meados do século XIII. Trata-se duma figura horizontal de Henrique III, em tamanho natural, com a sua cabeça numa almofada, um cão deitado aos seus pés, um ceptro na sua mão direita e o modelo duma igreja na sua mão esquerda. O sarcófago contém o coração de Henrique III (numa cápsula de ouro octogonal), o qual foi enterrado em Goslar a seu pedido e tem sido conservado desde 1884 na Capela de São Ulrich.

### Igreja de Nossa Senhora
A Igreja de Nossa Senhora, actualmente a Capela Palaciana de "Sanctae Mariae Virginis", ou, apenas a Capela de Santa Maria, consiste num edifício quadrado de cerca de 10 metros de comprimento, no qual se juntaram as três absides orientais e, no lado oposto, um westwork com duas torres redondas. O edifício tinha dois andares de altura. O piso térreo, com acesso pelo lado sul, destinava-se ao "pessoal comum". O piso superior, provavelmente desenhado com pavimento de mármore, estava reservado, uma vez mais, para a família imperial e tinha uma ligação directa com a Casa do Imperador a partir do westwork.

### Edifícios da cúria
Os edifícios da cúria também pertenciam ao distrito do palácio. Eram, por exemplo, a Vicariate Curia no Domburg, os terrenos mais próximos da colegiada que estavam cercados por um muro. Outros edifícios da cúria, tais como o "von Steinberg" e o "Herlinberg", limitavam a norte e a sul a praça chamada de Kaiserbleek entre a colegiada e a Casa do Imperador.

### Igreja paroquial de São Tomás
Na esquina nordeste do Domburg erguia-se a Igreja de São Tomás, construída no século XI. Era a igreja paroquial do distrito do palácio.

## Eventos históricos
No distrito do palácio aconteceram vários eventos históricos significativos, entre os quais se incluem:
- No dia 11 de Novembro de 1050, Henrique IV nasceu aqui.
- No final do verão de 1056, o Papa Vítor II esteve várias semanas no Kaiserpfalz Goslar como convidado de Henrique III. Esteve presente na sua morte em Bodfeld am Harz e, então, organizou a transferência de poder para a viúva de Henrique, a Imperatriz Inês.
- No pentecostes de 1063, a Disputa de Precedência de Goslar conduziu a um banho de sangue na catedral, o qual foi testemunhado pelo jovem Henrique IV. Uma disputa eclodiu entre o Bispo Hezilo de Hildesheim e o Abade de Fulda, Widerad, motivado pela disposição dos assentos, a qual terminou numa carnificina sangrenta que durou meio dia.
- No verão de 1073, Henrique IV teve que fugir do palácio imperial para o vizinho castelo imperial de Harzburg para escapar aos rebeldes saxões.
- No Natal de 1075, Henrique IV recebeu em Goslar uma carta do Papa Gregório VII, na qual o sumo pontífice o ameaçava com a excomunhão, começando assim a Questão das Investiduras.
- Em 1081, o anti-rei contra Henrique IV, Hermann de Salm, foi coroado e ungido no palácio.
- Entre 1152 e 1188, o Kaiserpfalz Goslar foi, por vezes, tanto local como causa de disputas entre o Frederico I e Henrique, o Leão.
- Em Julho de 1219, Imperador Frederico II realizou uma dieta imperial (Reichstag) no Kaiserpfalz Goslar e na ocasião recebeu as Reichsinsignien (jóias imperiais), que Oto IV tinha mantido no Harzburg.

## Ruína e restauro

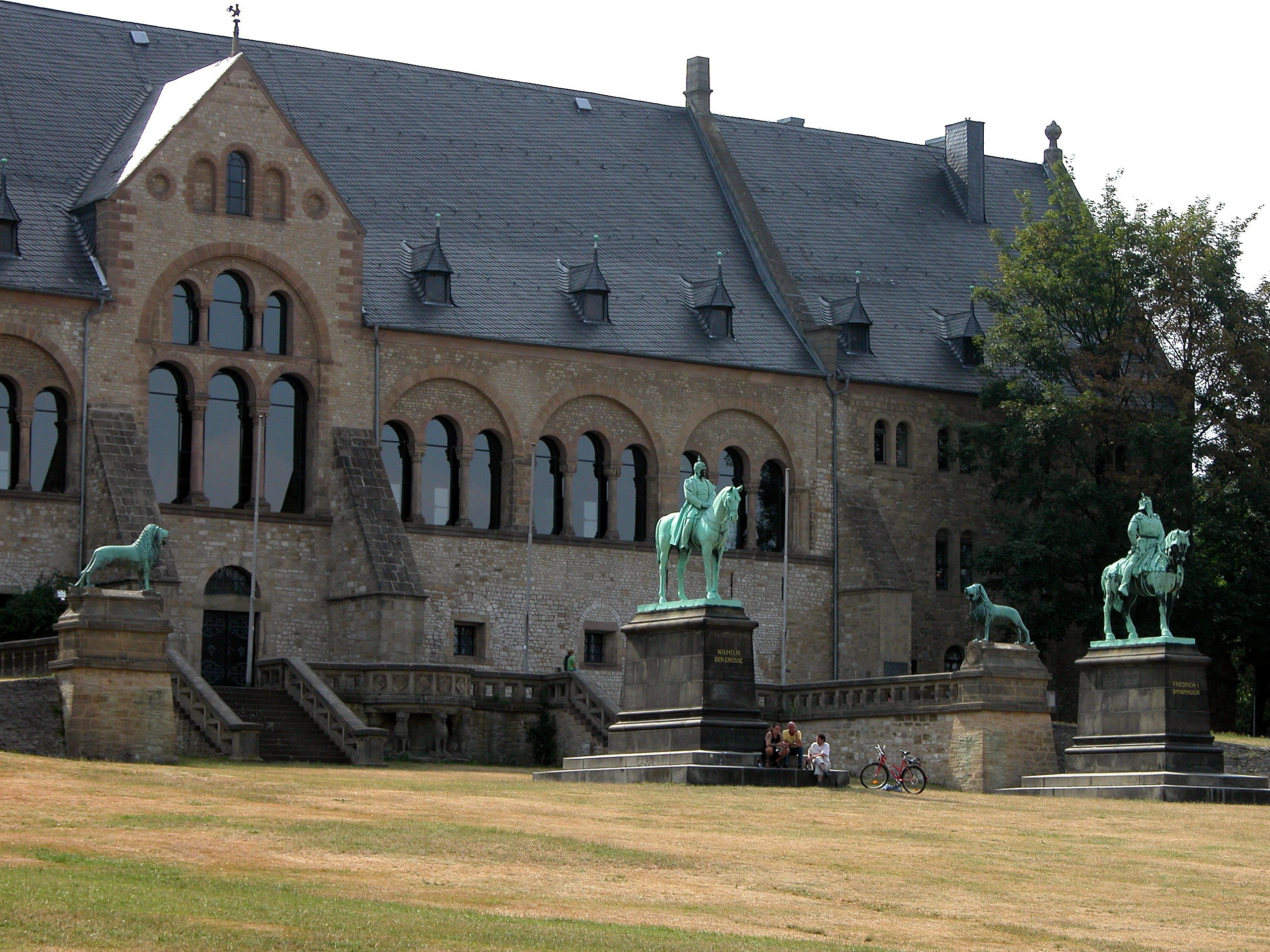
Réplicas dos Leões de Brunswick em frente à Kaiserhaus.

Em 1253 foi a última vez que o rei alemão, Guilherme II, Conde da Holanda, residiu no palácio. A partir daí o complexo entrou em declínio. Em 1289, um incêndio arrasou muitos dos edifícios até ao chão. O mais novo edifício residencial foi então demolido até às suas fundações. No ano seguinte, o distrito do palácio entrou na posse da cidade de Goslar. O salão foi usado por um longo período como tribunal, em parte pelo stadtvogt de Goslar e e em parte como um tribunal distrital saxão, mas foi progressivamente usado de forma abusiva como armazém ou loja. Por exemplo, ambos os salões da Kaiserhaus e os aposentos habitacionais antigos foram usados em meados do século XVI como celeiro. A Capela de São Ulrich foi usada como prisão a partir de 1575, algo que, pelo menos, ajudou a preservá-la. As torres de Nossa Senhora colapsou em 1672 e o resto da igreja em 1722. As suas pedras foram usadas como material de construção. As paredes da catedral já foram referidas em 1331 como estando em colapso e, em 1530, uma torre caiu. Em 1802, só restava uma ruína, a qual foi vendida no dia 19 de Julho de 1819 por 1504 tálers para demolição. Apenas resta o portal norte e ainda dá uma ideia da antiga grandeza da catedral.

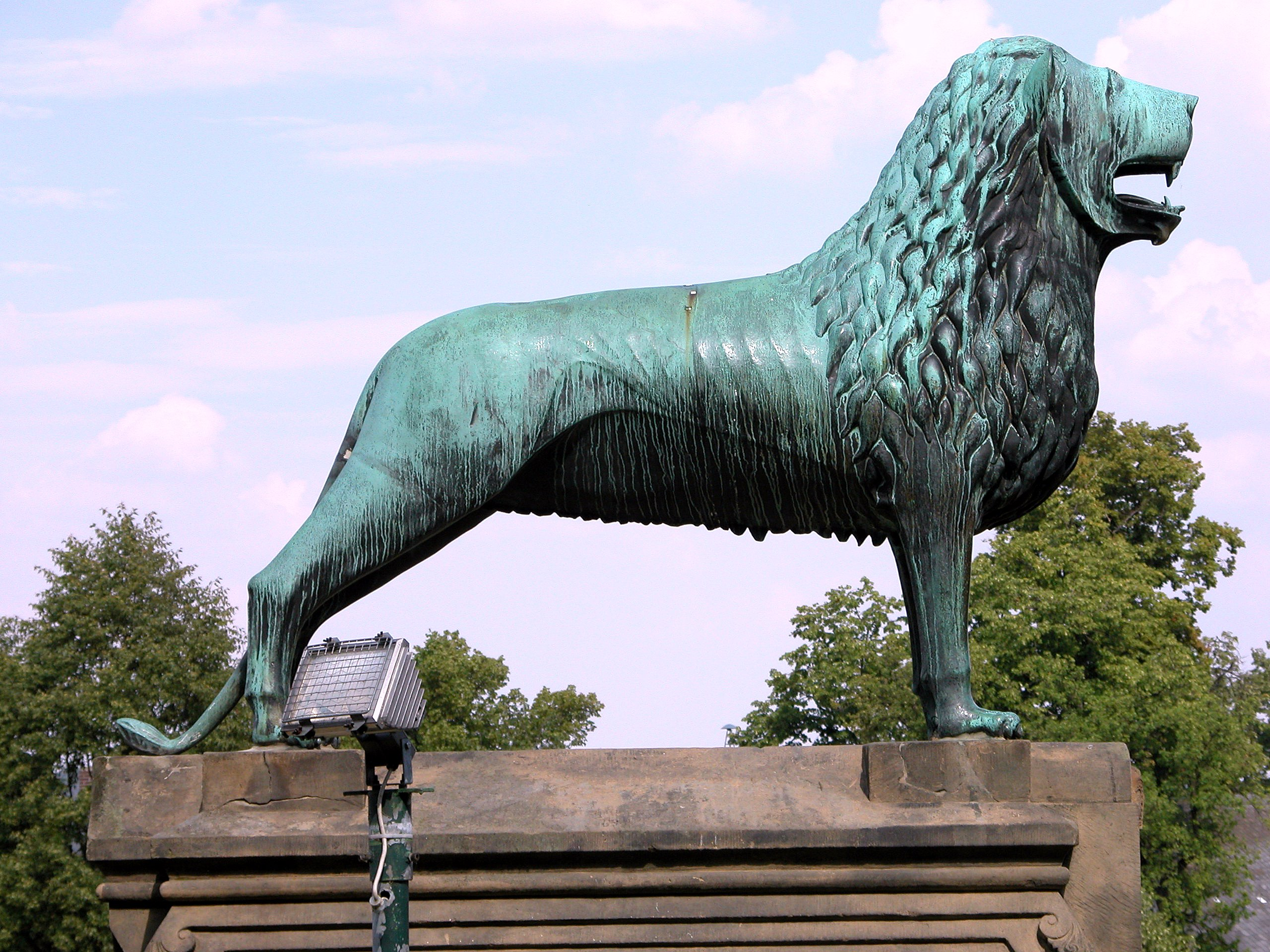
Uma das réplicas dos Leões de Brunswick.

Em 1865, caíram novamente paredes na Kaiserhaus e a possibilidade de demolição entrou na agenda do Conselho da Cidade de Goslar. Esta foi evitada e, pelo contrário, uma comissão estatal recomendou que o edifício fosse restaurado. Os trabalhos de construção começaram em 14 de Agosto de 1868. No dia 15 de Agosto de 1875, o Imperador Guilherme I pagou uma visita ao lugar e deu, com efeito, uma "benção nacional" ao projecto. Em 1879 o restauro do edifício ficou concluído, mas o resultado foi além da perspectiva actual. O entusiasmo nacionalista da época exprimia-se na construção de monumentos e foram cometidos vários pecados arquitectónicos. A arcada que liga a Kaiserhaus à Capela de São Ulrich, a escadaria aberta em frente da face leste, as duas réplicas de Leões de Brunswick e as estátuas equestres dos imperadores Barbarossa e Guilherme I (construída em 1900-1901), são os mais óbvios exemplos visuais. Mesmo no interior do edifício, os monumentais murais historicizados, criados pelo Professor Hermann Wislicenus no período compreendido entre 1879 e 1897, testemunham o sentimento nacional de exuberância daquele tempo.
Nos anos de 1913/1914 e novamente em 1922, foram empreendidas investigações arqueológicas no distrito do palácio pelo Professor Uvo Hölscher, graças às quais as fundações da Igreja de Nossa Senhora foram redescobertas.

### Pinturas murais de Wislicenus no Kaiserpfalz

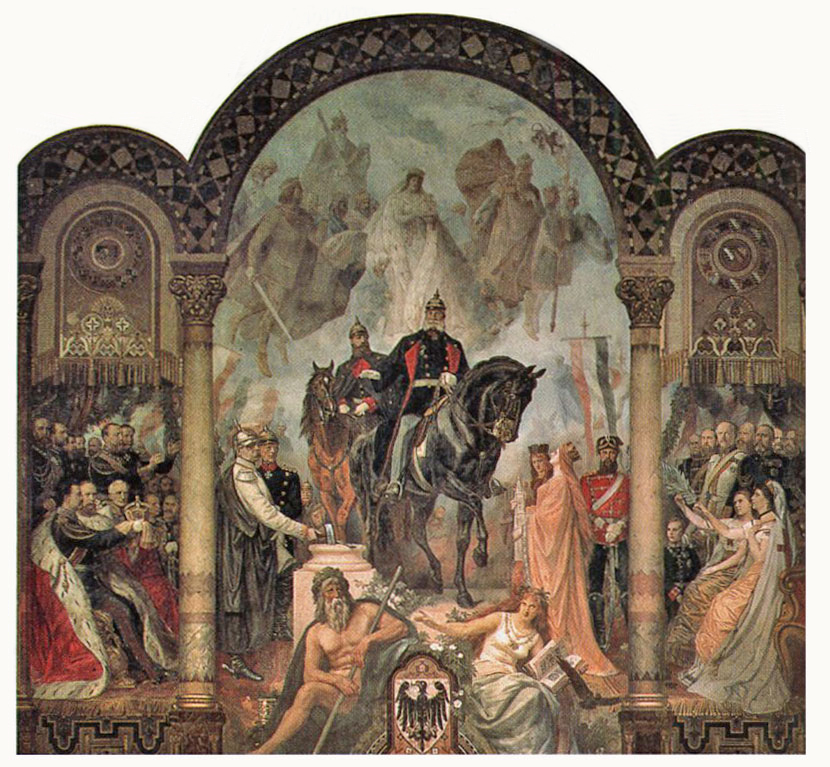
Apoteose do Império

Hermann Wislicenus pintou o salão de verão do Kaiserpfalz com imagens da história alemã, a partir de contos de fadas e mitos.
A maior imagem no meio da sala mostra a Apoteose do Império:
Ao centro da imagem, aparece Guilherme I montado a cavalo. Atrás dele encontra-se, também a cavalo, o seu filho e sucessor, Frederico Guilherme. À esquerda de Guilherme, duas jovens mulheres em longos trajos brilhantes personificam a Lorena e a Alsácia. Ambas ostentam nas mãos a sua igreja principal: a Catedral Saint Etienne e a Catedral de Estrasburgo.
À direita do imperador vê-se Bismarck, o forjador do novo império.

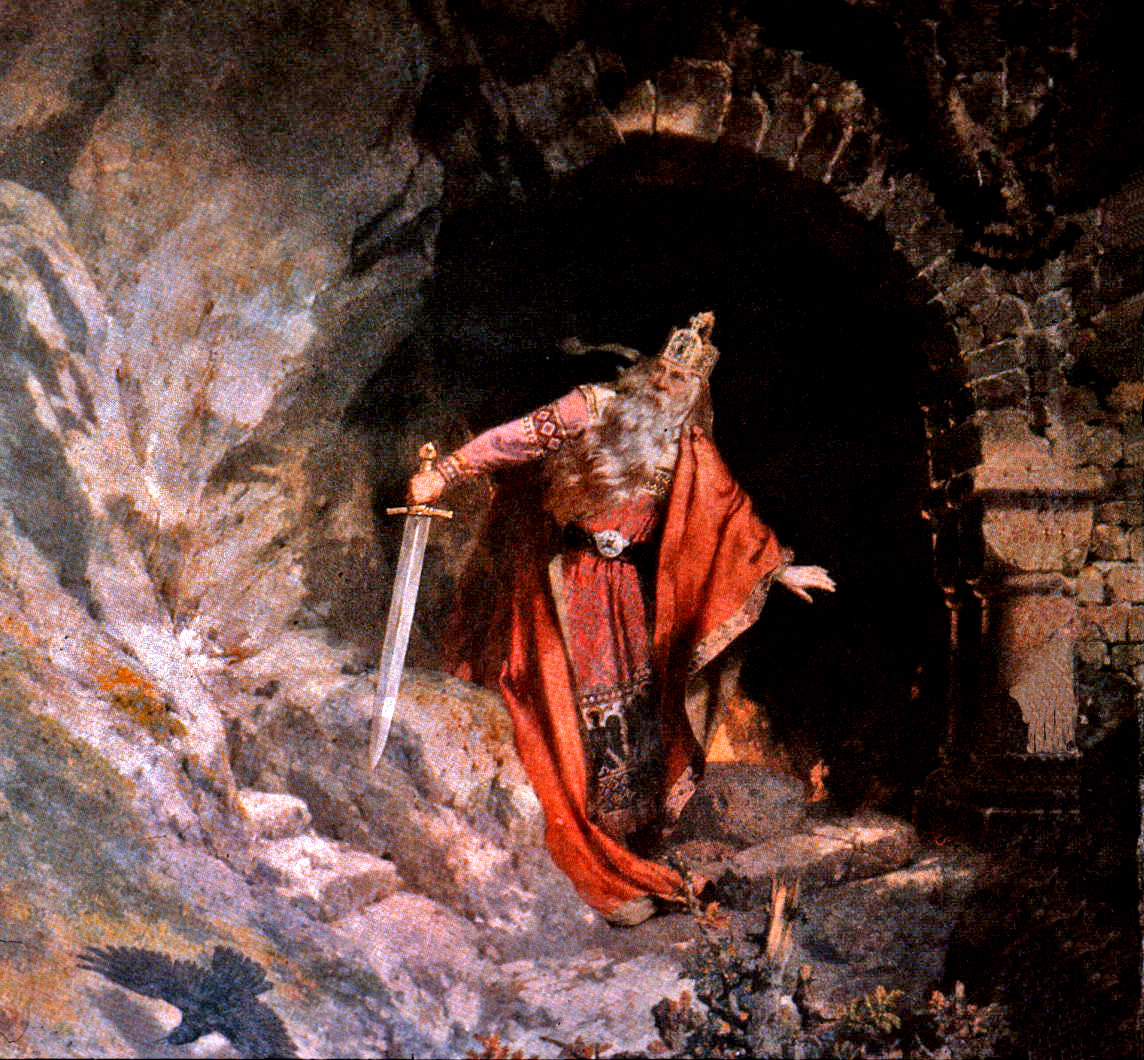
Despertar de Barbarossa

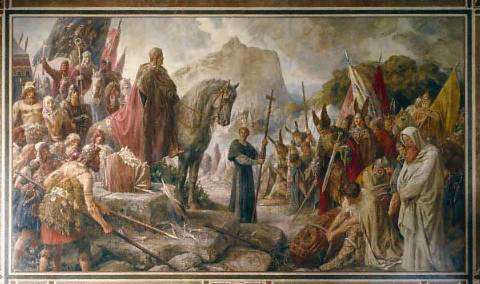
Carlos Magno destrói o Irminsul

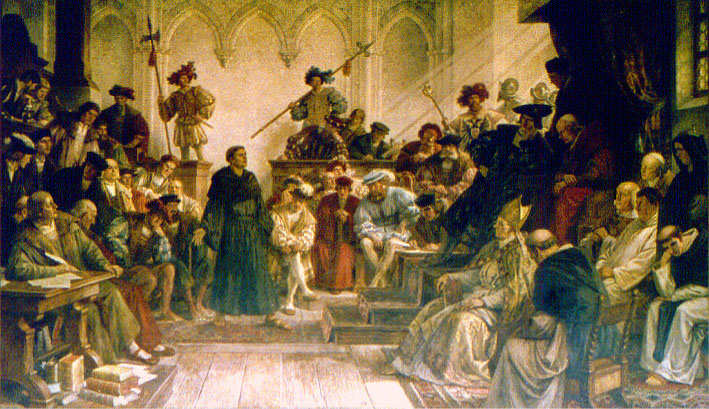
Reichstag de Worms, 1521

No lado esquerdo da imagem podem ver-se os príncipes alemães, com o Rei da Baviera, Luís II, à frente a estender uma coroa a Guilherme. No lado direito da imagem estão sentadas as esposas de Guilherme e do seu filho, Augusta e Vitória. O menino que se encontra por ali é o futuro Imperador Guilherme II.
Sobre a cena, flutuam no céu imperadores do Sacro Império Romano-Germânico, incluindo Frederico I Barbarossa. A mãe de Guilherme I, a Rainha Luisa, paira acima dele suspendendo uma coroa.
Ao longo da parede ocidental e nas extremidads norte e sul, as maiores pinturas murais estão agrupadas de forma a combinar com a simetria da sala.
No lado menor a sul é mostrada a história da Bela Adormecida. A intenção aqui é simbolizar que o antigo Império não desapareceu em 1806, mas apenas entrou num sono longo.
No lado mais curto equivalente a norte, pode ver-se Frederico I Barbarossa com o Kyffhäuser a emergir na mão como uma espada. No canto superior direito voa uma águia afugentando os corvos. Na imagem, Frederico I aparece com as características faciais de Guilherme I e olha na sua direcção.
Além disso, no lado sul pode ver-se a destruição do Irminsul por Carlos Magno 772.
Em frente, no lado norte, Lutero frente a Carlos V na Dieta de Worms (1521).
No lado oeste, à esquerda da imagem grande, encontram-se:
- A coroação de Henrique II e da sua esposa, Cunegunda, pelo Papa Bento VIII, em 1014.
- Henrique III lidera a deposição do Papa Gregório VI, capturado nos Alpes. Com o pelotão segue Hildebrand, o futuro Papa Gregório VII.
- Henrique IV planeou para este sítio uma representação da Penitência de Canossa, mas acabou por ser executada apenas uma imagem monocromática menor.

No lado oeste, à direita da imagem grande, encontram-se:
- Frederico I Barbarossa pede apoio a Henrique, o Leão para a sua quinta expedição a Itália (Ajoelhar de Chiavenna, 1176), Henrique, o Leão, recusa.
- Frederico I Barbarossa numa batalha da Terceira Cruzada na Ásia Menor.
- Frederico II. Nesta imagem, Wislicenus, que era uma admirador daquele imperador, mostra-se a si próprio.

## O palácio na actualidade

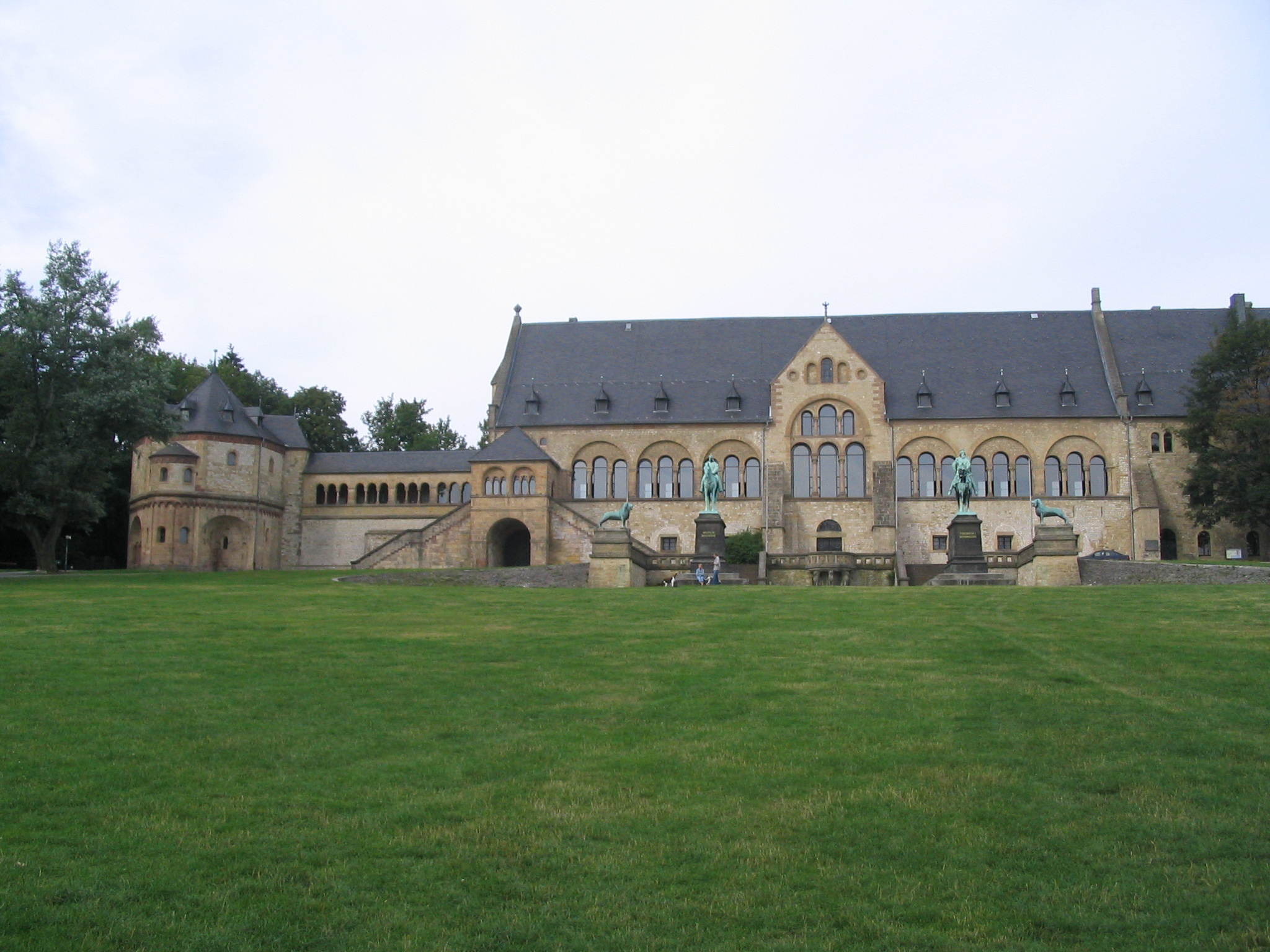
Fachada da Kaiserhaus, com a capela palaciana de São Ulrich à esquerda.

O Kaiserpfalz Goslar é uma das mais destacadas atracções turísticas na cidade de Goslar e na região de Harz. A Kaiserhaus pode ser visitada diariamente e estão disponíveis visitas guiadas, enquanto os antigos aposentos são usados para fins administrativos e exposições. Adicionalmente, no Museu de Goslar (museu da cidade), encontram-se elementos do distrito do palácio, especialmente do Mosteiro de São Simão e São Judas, como por exemplo o Altar Krodo e vários vitrais.
O "Guerreiro de Goslar", uma escultura de Henry Moore, um vencedor do prémio de arte Goslarer Kaiserring, ergue-se no jardim do palácio, atrás da Kaiserhaus, desde 1975. nas noites quentes de verão, o grande prado em volta das duas estátuas em frente ao palácio costuma ser um popular local de encontro para todos os tipos de pessoas. Actualmente, existe uma proibição de consumir álcool e formar assembleias em qualquer parte dos campos do palácio.
Desde 1992, o distrito do palácio, juntamente com a Cidade Histórica de Goslar e as Minas de Rammelsberg, está classificado como Património da Humanidade pela UNESCO.